# Полевой (Светлинский район)
Полево́й — посёлок в Светлинском районе Оренбургской области России. Входит в состав Спутникового сельсовета.

## География
Посёлок находится в балке Кенгуссай, на расстоянии 35 км к северо-востоку от посёлка Светлый, административного центра района.

### Часовой пояс
Посёлок Полевой, как и вся Оренбургская область, находится в часовой зоне МСК+2. Смещение применяемого времени относительно UTC составляет +5:00.

## Население
| 2010 |
| ---- |
| 66   |

### Национальный состав
По данным Всероссийской переписи населения 2010 года:
| № | Национальность | Численность, чел. | Доля   |
| - | -------------- | ----------------- | ------ |
| 1 | русские        | 42                | 63,6 % |
| 2 | башкиры        | 7                 | 10,6 % |
| 3 | украинцы       | 6                 | 10,0 % |
| 4 | другие         | 11                | 16,7 % |